# Église Saint-Armel de Saint-Armel
L’église Saint-Armel de Saint-Armel est un édifice religieux de la commune de Saint-Armel, dans le département d’Ille-et-Vilaine en région Bretagne. 

## Localisation
Elle se trouve au centre du département et dans le centre du bourg de Saint-Armel. 

## Historique
L’église date de 1666, mais conserve la nef du XVe de l'édifice antérieur.
Elle est inscrite au titre des monuments historiques depuis le 29 août 1988.